# Òscar Ribas Reig

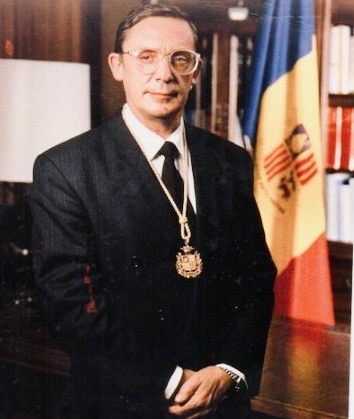
Òscar Ribas Reig

Òscar Ribas Reig (* 26. Oktober 1936 in Sant Julià de Lòria; † 18. Dezember 2020 ebenda) war ein andorranischer Politiker. Er war erster und dritter Vorsitzender der Regierung von Andorra.

## Leben
Reig wurde 1936 in Andorra geboren und besuchte nach seiner Grundschulzeit das Colegio La Salle und danach die Universität in Barcelona, wo er 1959 das Studium der Rechtswissenschaften abschloss. 1961 beendete er zudem ein Masterstudium an der Universität Freiburg in politischer Philosophie. 
Zwischen 1962 und 1970 arbeitete Reig in einer Bank in Familienbesitz, der Banca Reig SA, deren Vorstandsvorsitzender er 1996 wurde. 1971 wurde er erstmals in den Consell General de les Valls gewählt, 1975 wurde er wiedergewählt. Während beider Amtszeiten war er Finanzminister. Am 8. Januar 1982 wurde er vom Consell General de les Valls zum ersten Vorsitzenden der Regierung von Andorra gewählt, musste jedoch schon 1984 wieder zurücktreten. Nach der Wahl 1990 wurde er wiederum Regierungschef; in seiner Amtszeit bis 1994 konnte die neue Verfassung eingeführt werden. 